# Francesco Giunta
Francesco Giunta (né le 21 mars 1887 à San Piero a Sieve, dans la province de Florence, en Toscane et mort le 8 juin 1971 à Rome) est une personnalité politique italienne du Parti national fasciste.

## Biographie
Francesco Giunta fut secrétaire général du PNF.
En avril 1947, les principaux accusés de l'assassinat de Giacomo Matteotti, Amerigo Dumini, Amleto Poveromo et Giuseppe Viola, sont condamnés à la détention perpétuelle (sanction la plus lourde en Italie depuis l'abolition de la peine de mort la même année), commuée, vu leur âge, en trente ans de réclusion. Giunta figura parmi les personnes examinées mais non condamnées conjointement avec Cesare Rossi, Augusto Malacria, Filippelli et Panzeri.